# 亚磷酸三苯酯
亚磷酸三苯酯是一种有机化合物，化学式为P(OC6H5)3。这种无色的粘稠液体是苯酚的亚磷酸酯。它在有机金属化学里是一种配体，该配体的镍配合物可用作烯烃氢氰化反应的均相催化剂。

## 制备和反应
亚磷酸三苯酯可在碱的存在下由三氯化磷和苯酚反应得到：
PCl3 + 3 HOC6H5 → P(OC6H5)3 + 3 HCl
亚磷酸三苯酯和甲基溴化镁反应，可用于制备三甲基膦：
3 CH3MgBr + P(OC6H5)3 → P(CH3)3 + 3 MgBrOC6H5
亚磷酸三苯酯是有机化合物中多态性的一个著名例子，即它在约200 K的温度下以两种不同的无定形形式存在。21世纪初，科学家通过在离子液体中将其结晶，获得了亚磷酸三苯酯的多晶型态。

## 配合物
亚磷酸三苯酯可以和金属形成零价配合物，通式为M[P(OC6H5)3]4（M＝Ni、Pd、Pt）。无色的镍配合物（熔点 147 °C）可由1,5-环辛二烯合镍为原料制得：
Ni(COD)2 + 4 P(OC6H5)3 → Ni[P(OC6H5)3]4 + 2 COD
它的Fe(0)和Fe(II)配合物也是已知的。例如二氢化物H2Fe[P(OC6H5)3]4。